# Bric Ghinivert
Il Bric Ghinivert (3.037 m s.l.m. - o, più semplicemente, Ghinivert) è una montagna delle Alpi del Monginevro nelle Alpi Cozie. 

## Caratteristiche

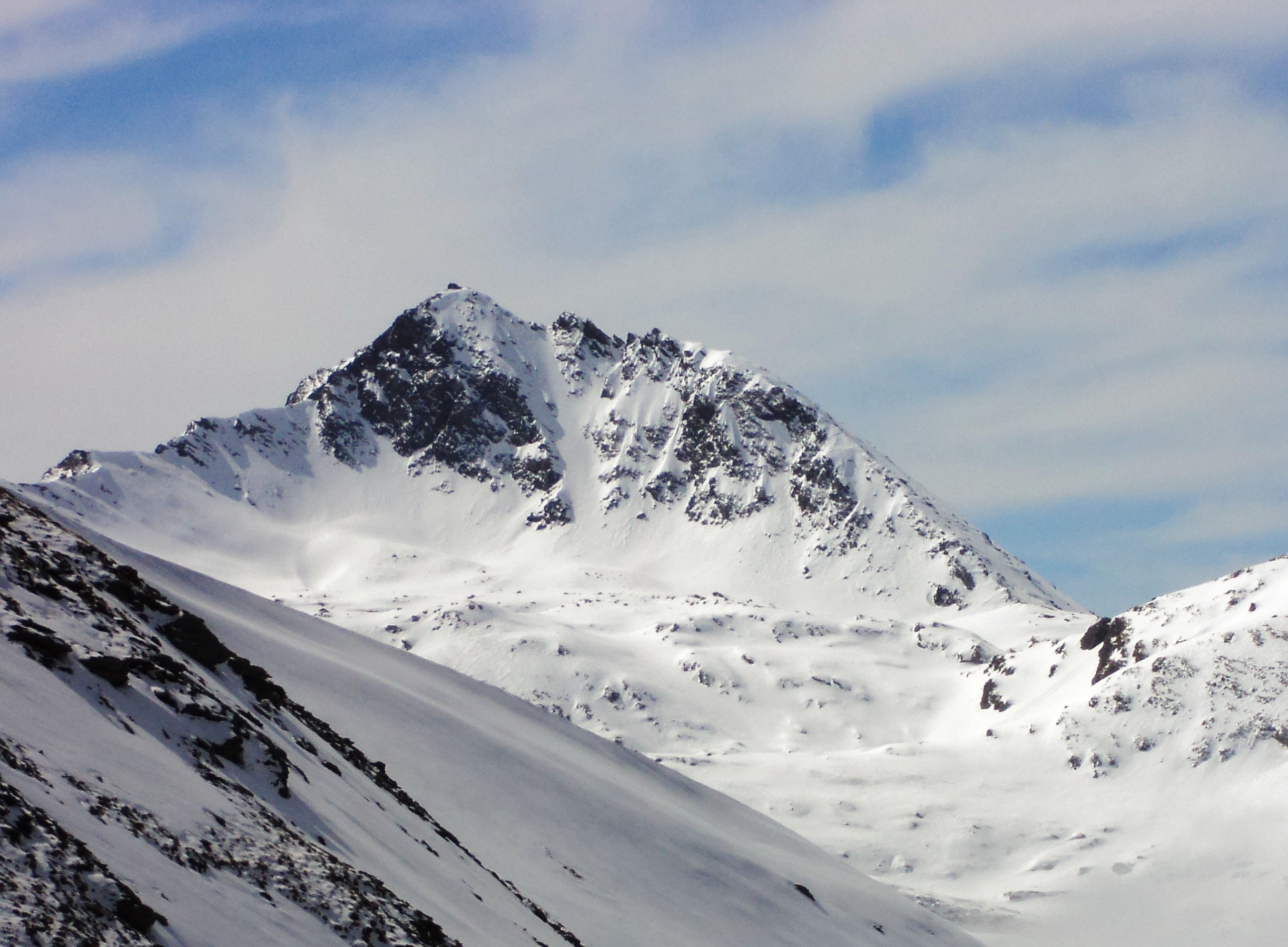
La montagna vista dal Colle dell'Albergian. Sulla destra il colle del Bet.

La montagna si trova in provincia di Torino lungo lo spartiacque tra la Val Troncea e la Valle Germanasca. Si trova a sud del Bric di Mezzogiorno dal quale è separata del colle del Beth. Verso sud lo spartiacque prosegue con il Colle del Ghinivert (2.731 m), risalendo poi al monte Peolioso.

## Ascensione alla vetta

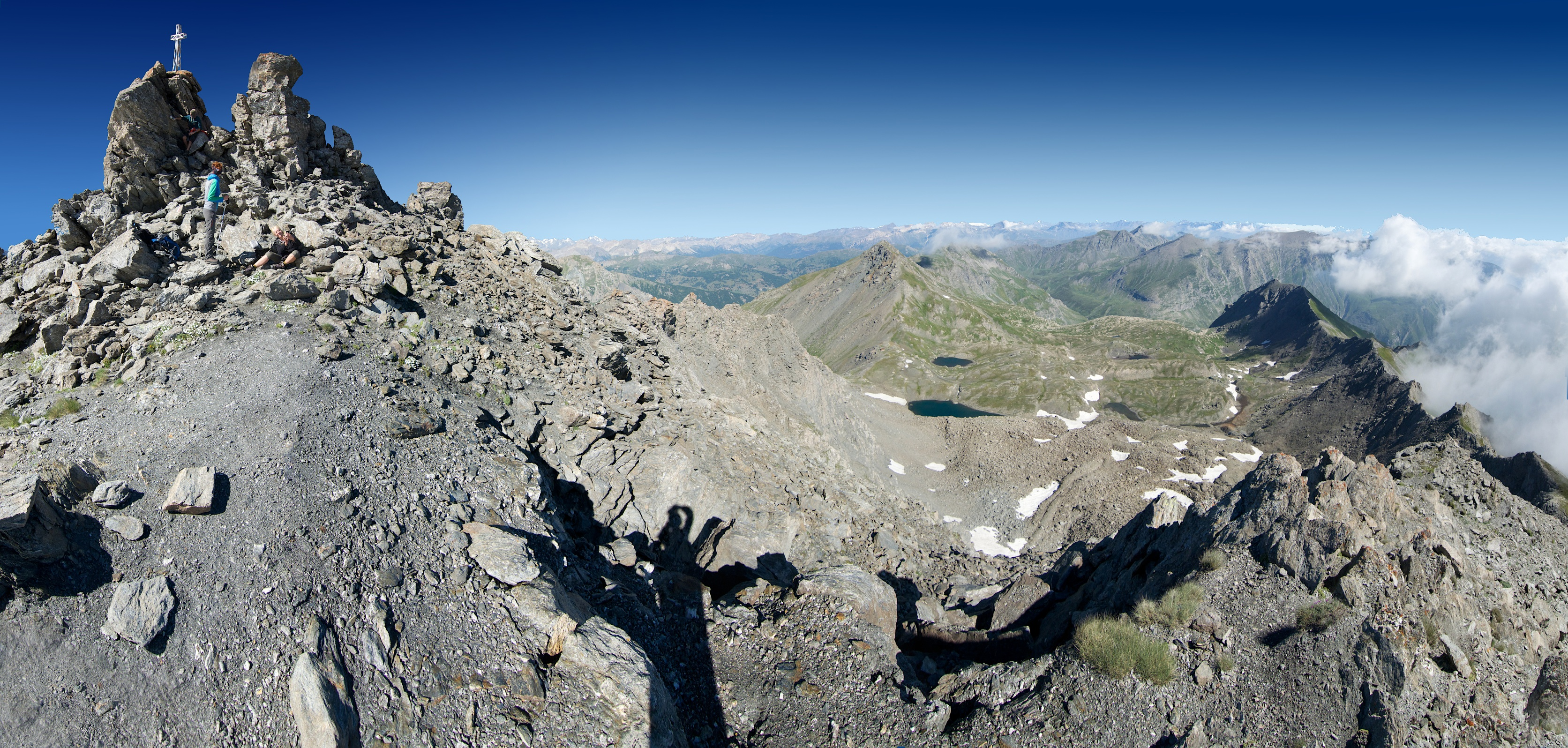
Panorama con la vetta del Ghinivert.

Si può salire sulla vetta partendo dal Rifugio Troncea (1.915 m) in Val Troncea. Si sale prima al Colle del Bet (2.786 m) e poi il monte per il versante sud-ovest.
Nel dettaglio, partendo dalla piccola frazione di Troncea si prende una mulattiera che sale sulla sinistra e che si inoltra in un gruppetto di larici. Si sale poi per un ripido pendio erboso e si entra in un ampio vallone. Si taglia il margine destro del vallone con vari saliscendi e si giunge dopo circa un'ora al colle del Bet dove sorge anche un bivacco di legno. Da qui si prende un sentiero che passa a mezzacosta su un pendio roccioso e si giunge in breve ad una vecchia polveriera; da qui si sale per sfasciumi e grossi massi, sul versante sud-ovest del Ghinivert. Non si incontrano passaggi molto difficili, ma bisogna fare attenzione a non scivolare sulla friabile pietraia. Si arriva poi ad un'ampia cengia da cui si ha una vista sulle Alpi verso sud. Si sale ora per facili roccette e superato un facile passaggio di arrampicata si giunge alla croce di vetta (3037 m).
Il colle del Bet può essere raggiunto anche partendo da Balziglia nel Vallone di Massello (laterale della Valle Germanasca).

## Punti di appoggio
- Bivacco del Colle del Beth (2785 m[3]),
- Rifugio Troncea.